# Zorra (canção de Nebulossa)
"Zorra" é uma canção do duo espanhol Nebulossa que venceu a final nacional Benidorm Fest e representou a Espanha no Festival Eurovisão da Canção 2024, onde terminou no 22.º lugar com 30 pontos na grande final.

Nas palavras dos seus autores, Zorra é “uma canção para todos nós que já nos sentimos impotentes, para os oprimidos, para os imparáveis. Para ti." Eles usam a palavra “Zorra” (Raposa) como forma de ressignificar, além de ser uma forma de reavaliação da discriminação por preconceito de idade e misoginia que María “Mery” Bas, que a interpreta, tem sofrido. A canção foi dedicada a "todas as Manuelas Trasobares", em referência a Manuela Trasobares, a primeira vereadora transgénero da Espanha.